# 馬頭涌

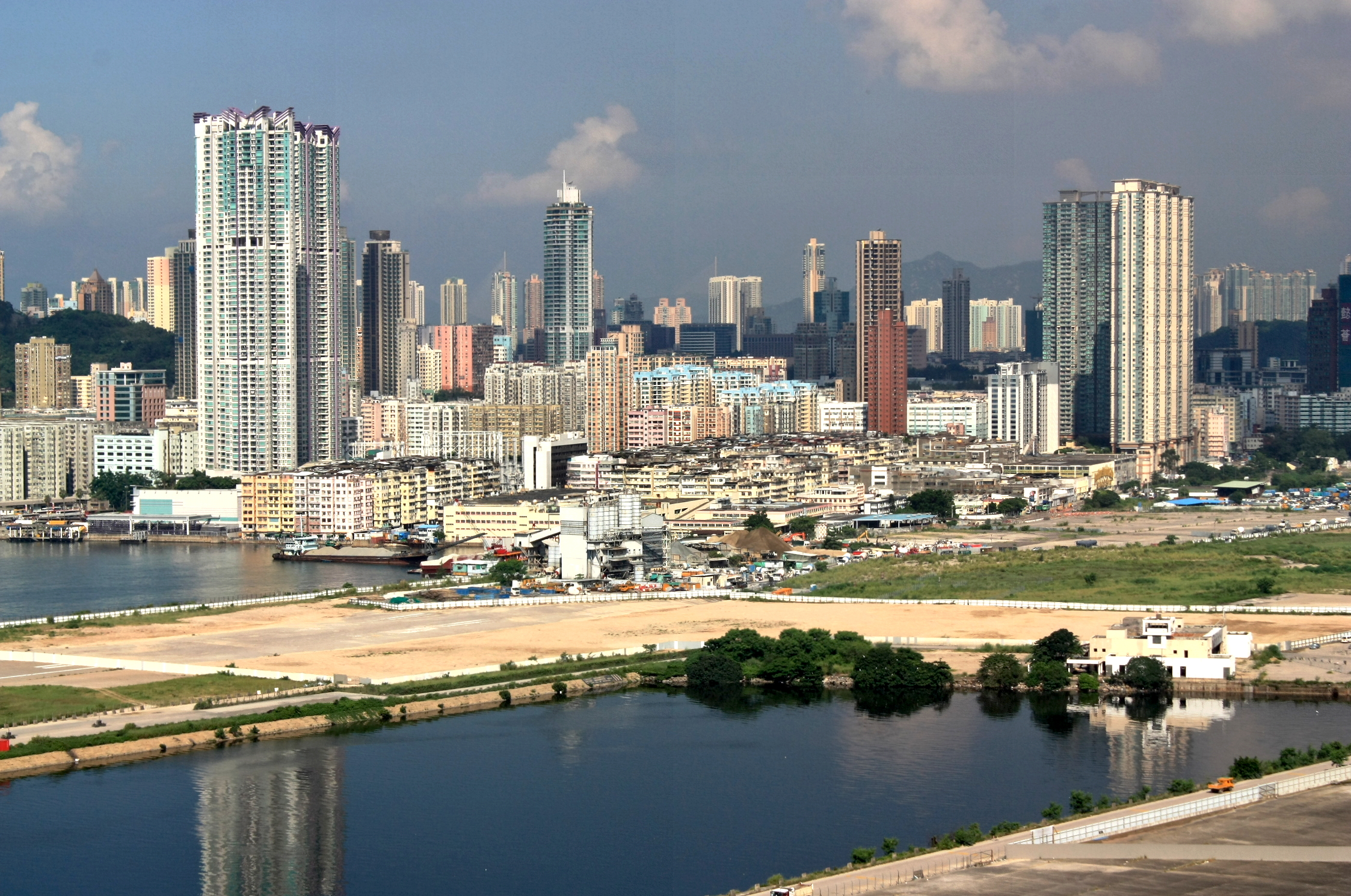
馬頭涌(2009)

馬頭涌（英語：Ma Tau Chung）位於香港九龍九龍城區的中部，位於土瓜灣以北，馬頭圍以東，九龍城以南，馬頭角以西。馬頭涌現為港鐵宋皇臺站的所在地，是一個以住宅為主的地區。

## 地理位置
馬頭涌之具體位置為西南面以馬坑涌道與土瓜灣為界，西面以馬頭涌道與馬頭圍為界，北面以太子道東與九龍城爲界，東北面以沐恩街與啓德為界，東南面則以九龍城道與馬頭角為界。馬頭涌有一半位於啟德發展區內，此地區為前啟德機場跑道的北端，屬於機場貨運區，啟德機場搬遷至赤鱲角後，現為港鐵宋皇臺站的所在地，是一個以住宅為主的地區。

## 歷史
南宋末年，蒙古人入侵中原，趙昰、趙昺二帝南逃至官富場。後人念其到臨，稱石山爲宋王台。趙昰母楊太后，即宋度宗的楊淑妃，愛女晉國公主都有同行，後墮海溺斃，屍身不能尋獲，於是鑄金身，葬於附近的譚公爺山中，人稱金夫人墓，九龍宋皇臺遺址碑記有載。
1866的新安縣全圖已繪有馬頭涌。1890年顧啓德及其妻建聖三一堂，屬香港聖公會，以家庭式傳敎。1905年鄺日修牧師在宋王臺山腳立敎堂，但基於建造宋王臺公園，搬到聖山北面，域多利孤兒院側。原是金夫人墓，墓因而毁。1936年因啟德機場工程，搬到馬頭涌道一百三十五號。
馬頭涌在日佔時期，有馬頭涌戰俘營，起初作馬頭圍，1938年起成難民營，亦收留國軍。日佔香港後主要囚困英屬印度兵。當時地方惡劣，死者就在附近亞皆老街軍營花園埋葬。
九龍寨城興建完成後，外面全是農地，其水源主要來自現時採石山位置流下來的涌水。該涌貫通馬頭圍和馬頭角，徑流過馬頭圍村後，經聖山流向九龍灣出海，因而稱為馬頭涌，涌口有一馬頭涌村。後來，啟德機場落實興建後，水源被截，馬頭涌村亦填成馬路，名為馬頭涌道。

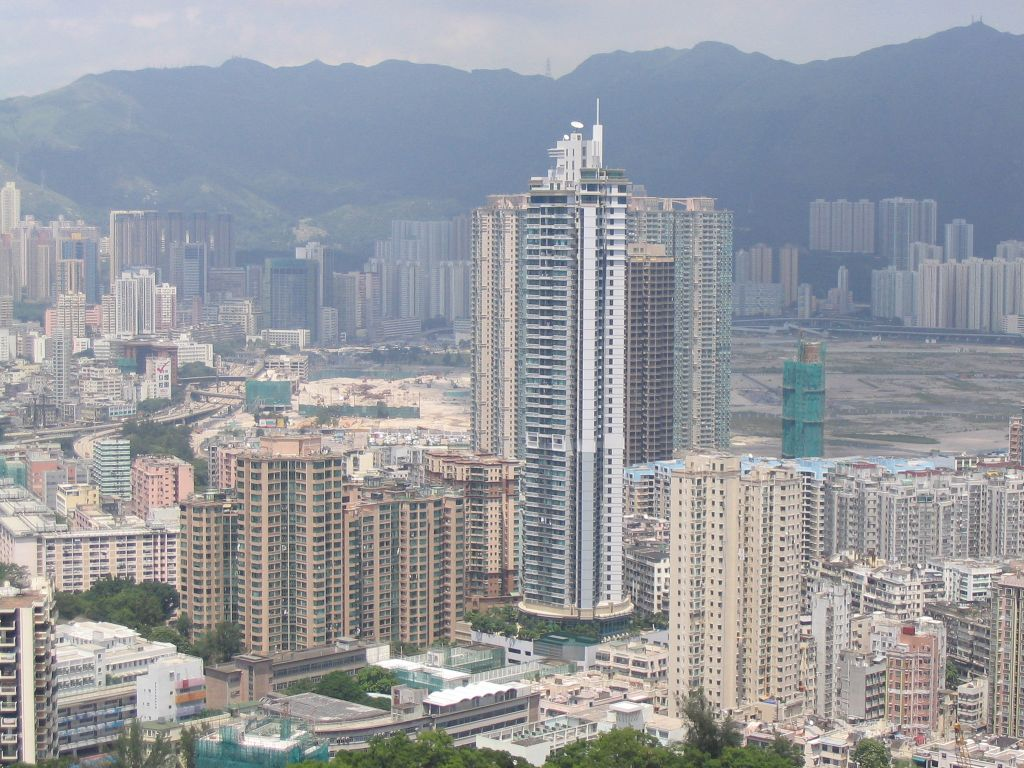
2005年的馬頭涌，圖中後方平地是平整中的啟德機場

## 區內地標

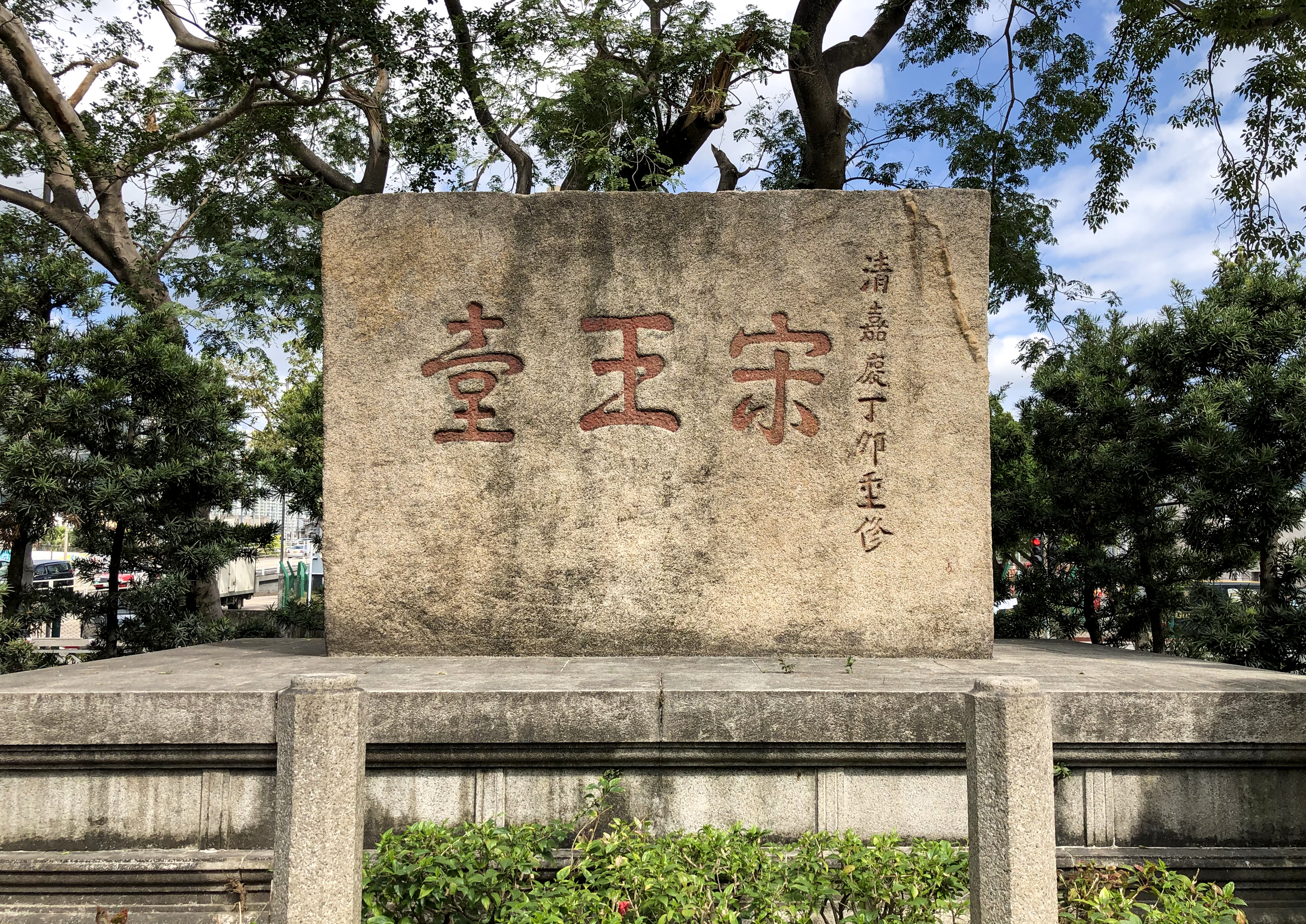
宋王臺

- 傲雲峰及8度海逸酒店
- OOOTOPIA活託邦-KAITAK啟德
- 港鐵宋皇臺站
- 中電啟德電纜隧道
- 宋王臺花園
- 宋王臺遊樂場寵物公園
- 馬頭涌消防局
- 欣榮花園

## 區內道路
- 馬頭涌道
- 世運道
- 宋皇臺道（馬頭涌道至九龍城道一段）
- 馬頭角道（馬頭涌道至九龍城道一段）
- 木廠街
- 譚公道
- 北帝街
- 炮仗街
- 沐恩街

## 交通
| 交通路線列表              |
| ------------------------- |
| 港鐵 - █ 屯馬綫：宋皇臺站 |

## 重建發展
市區重建局於2009年5月29日宣布為馬頭涌新山道/炮仗街重建項目展開法定規劃程序，以改善約134戶家庭的居住環境。該項目，即是現時的喜築，是市建局在區內開展的第3個項目。項目位於一個街角地盤，毗連新山道及炮仗街，總地盤面積約1,170平方米。地盤內的樓宇建於1957年，普遍相當殘舊，樓高6層沒有電梯設施。
2008年市建局宣布在附近展開的首批兩個重建項目，分別是馬頭涌北帝街/木廠街項目喜點和土瓜灣浙江街/下鄉道津匯，分別於2016年及2019年落成。

## 參看
- 九龍城區
- 九龍城
- 龍津石橋
- 馬頭角
- 馬頭圍
- 啟德機場